# كتاب الموضوعات
كتاب الموضوعات هو كتاب عن الأحاديث المكذوبه عن رسول الله ، ألفه الحسن بن محمد الصغاني (577-650)، تعتبر الموضوعات كتاب قيم في بابه لاشتماله على تشنيع الكذب على النبي ، وذكر بعض الأحاديث الموضوعة على الرسول، وذكر أسماء الضعفاء والمتروكين عند أئمة الحديث، وقد احتوى الكتاب على 145 حديثا.
قال الإمام الحسن بن محمد الصغاني في مقدمة كتابه:
| كتاب الموضوعات | وقد كثرت في زماننا الأحاديث الموضوعة، يرويها القصاص على رؤوس المنابر والمجالس، ويذكرها الفقراء والفقهاء في الخوانق والمدارس وتدووِلت في المحافل، واشتهرت في القبائل، لقلة معرفة الناس بعلم السنن وانحرافهم عن السنن، ولم يبق من علماء الحديث إلا قوم ببلدة عجفرا... وهذه الأحاديث وضعت على رسول الله وافتريت عليه، أوردها كثير ممن ينسب إلى الحديث في مصنفاتهم ولم ينبهوا عليها، فروى الخلف عن السلف، وبسبب وقع الدين في التلف، ثقة بنقلهم واعتمادا على قولهم، فضلوا وأضلوا... وقد قصد إلى جمع الموضوعات جماعة من العلماء المعتبرين، كابن حبان والحاكم النيسابوري، وأبو الفرج بن الجوزي وغيرهم رحمهم الله | كتاب الموضوعات |